# René Felton
René Felton Besozzi (Greensburg, 9 aprile 1960) è un'allenatrice di atletica leggera e militare statunitense naturalizzata italiana, madre e tecnico di Andrew Howe.

## Biografia
Dopo aver ottenuto il diploma alla Greensburg-Salem High School di Greensburg, Pennsylvania, si sposta in California, dove si laurea all'UCLA. Durante gli studi si è allenata sotto la guida del campione olimpico Tommie Smith. Ostacolista di discreto livello (vanta, ad esempio, un personale di 8"06 sui 60 metri ostacoli).
Nel 1985 diventa mamma di Andrew Howe, che diventerà vicecampione mondiale e campione europeo di salto in lungo, avuto dal suo primo matrimonio con Andrew Howe Sr., calciatore statunitense di origini tedesche, dal quale si separerà appena un anno e mezzo dopo. Conoscerà così l'astista italiano Ugo Besozzi dal quale, dopo le nozze ed il trasferimento a Rieti nel 1990, avrà un altro figlio, Jeremy Besozzi, anch'egli divenuto ostacolista.
Per conto della FIDAL e del Centro Sportivo Aeronautica Militare a Rieti, la Felton allena entrambi i suoi figli. La Felton ha partecipato ad alcune competizioni di atletica master, nella specialità dei 100 metri ostacoli, dove vanta un personale di 14"40 stabilito il 21 giugno 1997, nella categoria W40. In tempi più recenti, a Poway in California, all'età di 45 anni è tornata a correre in 16"97 nella categoria W50. Vive ad Anguillara Sabazia. A fine ottobre del 2022, da quanto dichiarato dal figlio Andrew Howe durante la trasmissione Verissimo del 7 gennaio 2023, viene colpita da un ictus cerebrale durante il soggiorno negli Stati Uniti per poi essere riportata in Italia dallo stesso figlio per il prosieguo delle cure e della riabilitazione.